# ANSI-Art
Als ANSI-Art bezeichnet man eine Art von ASCII-Art, die mithilfe von ANSI-BBS-Escapesequenzen erstellt wird. Dadurch bieten sich mehr Gestaltungsmöglichkeiten als bei reinem ASCII, da bei ANSI X3.64 bzw. ECMA-48 durch Steuerzeichen und Steuersequenzen u. a. Farbauswahl, Cursor-Steuerung, Tastenprogrammierung (etwa für einfache Makros) und einfache PC-Musikausgabe ermöglicht ist.

## Geschichte

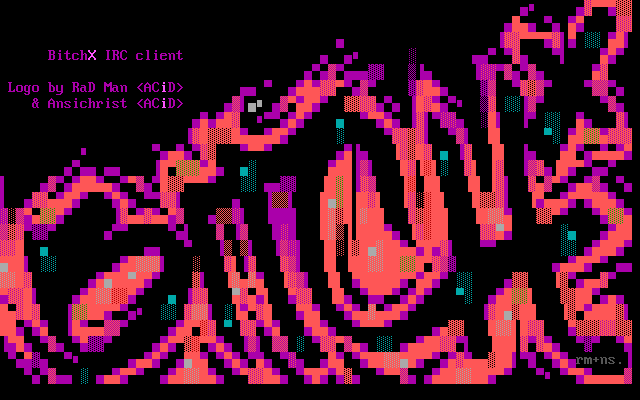
Ein Logo der Release Group ACiD als ANSI-Art.

Wie ASCII-Art ist auch ANSI-Art in der Subkultur früher Heimcomputer entstanden. Mitte der 1970er-Jahre wurde durch den ANSI X3.64-Standard, der in Europa durch die European Computer Manufacturer Alliance (ECMA) als ECMA-48 übernommen wurde, der Grundstein für erweiterte Ausgabemöglichkeiten gelegt, allerdings wurde dieser anfangs nur im professionellen Umfeld auf den DEC-VT100-Terminals eingesetzt. Mit dem Aufkommen von Bulletin Board Systems (BBS) war jedoch bereits der Siegeszug des IBM-PC eingetreten, auf dem in den allermeisten Fällen MS-DOS oder PC DOS als Betriebssystem lief. Auf diesem wurde mit ANSI.SYS eine Implementierung von ANSI X3.64 bereitgestellt, die von vielen BBS-Betreibern gerne für ANSI-Art genutzt wurde. ASCII-Art wurde damit jedoch keineswegs verdrängt, denn auch in der Hacker-Kultur von Release Groups finden sich sowohl ASCII-Art, ANSI-Art als auch animierte GIFs und Demos.

## Unterschiede zu ASCII-Art
Durch die Verwendung von ANSI-Escapesequenzen ist es möglich, Farben zu verwenden als auch Text blinken zu lassen. Ebenso lässt sich über ANSI-Steuerzeichen einfache Musik, ANSI music, über den PC-Lautsprecher wiedergeben.
Während jedoch ASCII-Art keine besondere Konfiguration auf einem IBM-PC-kompatiblen PC benötigt, muss für ANSI-Art ein ANSI-Treiber, wie das in MS-DOS enthaltene ANSI.SYS, konfiguriert sein. Auch das Aufkommen von ANSI-Bomben führte dazu, dass sich ANSI-Art nicht als Ersatz für ASCII-Art behaupten konnte.